# Пекарский, Марлен Иосифович
Марлен Иосифович Пекарский — профессор кафедры гистологии и эмбриологии педиатрического факультета РГМУ (1970—2008). Один из крупнейших учёных-специалистов Советского Союза по гемопоэзу. На протяжении длительного времени помимо преподавательской работы на кафедре, совмещал должность заместителя декана педиатрического факультета РГМУ.
В 1963 году М. И. Пекарский провёл фундаментальное исследование красного костного мозга.
Среди книг:
- Кругликов Г. Г., Пекарский М. И. Атлас функциональной морфологии клеток крови и соединительной ткани (сканирующая и трансмиссионная электронная микроскопия)
- Волкова О. В., Пекарский М. И. Эмбриогенез и возрастная гистология внутренних органов человека // М.: Медицина, 1976.
- Волкова О. В., Пекарский М. И. Эмбриональный гистогенез и постнатальное развитие органов человека. — М.: Медицина, 1971.
- М. И. Пекарский, В. Б. Захаров. Общая и возрастная гистология человека: Этюды. М.: Экон-информ, 2014